# 伊倉ゆうの「今夜もととのいたい!!」
伊倉ゆうの「今夜もととのいたい!!」（いくらゆうのこんやもととのいたい!!）は、MID-FMが制作し、同局及びミュージックバード（MUSIC BIRD for COMMUNITY）で放送されているラジオ番組である。番組ハッシュタグは「#こんとと761」。

## 概要
名古屋市南区の笠寺駅近くに所在するスーパー銭湯「湯～とぴあ宝」では、「どっかんプロ」・「ワタナベ東海事業部」・「太田プロエンタテイメント学院」・「名古屋よしもと」など、名古屋を拠点に活動しているお笑い芸人が週替わりで毎日イベントを行っている。熱波師として活動している芸人を基準に、サウナにまつわる人もゲストに呼び、番組のコーナーに沿ってトークをしていくラジオ番組。「サウナより熱く、水風呂のように気持ちいい」をコンセプトとし、サウナ情報を紹介する。
毎週火曜日に収録されており、コーナー・ゲスト紹介などは番組公式X（旧・Twitter）で発表される。また、収録前に各コーナーについての投稿がなされる。
2023年10月からはMUSIC BIRD for COMMUNITYを通じ、全国各地のコミュニティFM局にて、毎週金曜2:00からの時間枠で放送される。秋田コミュニティー放送では、月曜9:00 - 10:00にリピート放送が行われていた。
番組テーマソングは、ソナーポケット「熱波DEサウナ」。

## コーナー
- 月間コーナー

サウナに関係のない内容のコーナーを月替わりで進行する。
- 今週のオリポ

オロナミンCとポカリスエット（略して『オリポ』）のようなドリンクがサウナの後によく飲まれるとのことで、『オリポ』のように、サウナの後に合うドリンクをリスナーにイメージしてもらい、募集したものを発表する。
- 今週のサウナソング/今週の水風呂ソング

サウナのように「熱い曲」、水風呂のように「冷たくて気持ちがいい曲」をリスナーにリクエストしてもらい、コーナーの合間に曲を流す。サウナソングの後にコーナーを挟み、水風呂ソングを放送する。
- サウナ虎の巻

サウナ初心者のために、リスナーに説明書きを短文で作ってもらい、50音をコンプリートすることを目指す。
- あいうえサウナ

リスナーから募ったサウナや風呂にまつわる用語を、あいうえお順に紹介していく。
- ととのう4文字

番組エンディングに、ゲストにサウナにまつわる4文字を即興で質問するコーナー。

### 過去のコーナー
- 最新サウナ情報

愛知県のサウナ施設に伊倉が赴き、店のオススメスポットや、実際に伊倉がサウナや銭湯についてレポートをしたりする。前半・後半の2週にわたり放送されていた。
- 湯気に願いを

リスナーから、サウナにこういうものがあればいいなど、サウナに対しての理想を募集し発表する。